# لورنا دي ثيربانتس
لورنا دي ثيربانتس (بالإنجليزية: Lorna Dee Cervantes)‏ هي كاتِبة وشاعرة أمريكية، ولدت في 6 أغسطس 1954 في سان فرانسيسكو في الولايات المتحدة.